# Fundação Romi
Criada em 1957 em Santa Bárbara d'Oeste, Estado de São Paulo, pelo casal Américo Emílio Romi e Olímpia Gelli Romi, a Fundação Romi é uma entidade do Terceiro Setor, sem fins lucrativos, registrada no Conselho Nacional de Assistência Social – CNAS. Seu foco de atuação está na criança e no adolescente. A Fundação Romi tem como missão Promover o Desenvolvimento Social através da Educação e Cultura. A instituição também cataloga documentos históricos da comunidade local, tais como fotografias e jornais, entre outros, além de conservar acervo documental do Romi-Isetta, primeiro carro de passeio produzido em série no Brasil.
A entidade "planeja e opera projetos próprios em uma perspectiva de médio e longo prazo, com foco nos resultados e na preocupação de influenciar as políticas públicas, desenvolvendo tecnologia social aplicável a outras instituições".

## Histórico
- 1957 – Fundação da entidade por Américo Emílio Romi e Olimpia Gelli Romi
- 1958 a 1992 – Convênio com o Senai promove a formação profissional
- 2009 – Disponibilização do acervo para consultas pela internet
- 2010 – Abertura para visitação do Centro de Documentação - Cedoc

## Projetos educacionais
Entre as ações pedagógicas da entidade, atualmente a Fundação Romi é mantenedora do:
- NEI: Núcleo de Educação Integrada: Abrangendo Educação Infantil, Ensino Fundamental I e II e Ensino Médio.

## Projetos culturais
- CEDOC[4] – Centro de Documentação Histórica. Dotado de laboratório técnico.
- Estação Cultural – Antiga estação ferroviária do município, transformada em centro cultural.